# Американо-нидерландские отношения
Американо-нидерландские отношения — двусторонние дипломатические отношения между США и Нидерландами.

## История

Марка, посвященная 200-летию признания Нидерландами независимости США и подписания договора о дружбе и торговле.

Партнерство США с Нидерландами началось во время Американской революции, которую Нидерланды поддержали. В 1782 году Соединённые Штаты установили дипломатические отношения с Нидерландами, это одни из самых старейших и непрерывных двусторонних отношений американцев. Двусторонние отношения основаны на тесных исторических и культурных связях, а также на общей приверженности индивидуальной свободе и правам человека. Соединенные Штаты и Нидерланды имеют схожие позиции по многим важным вопросам и сотрудничают на двусторонней и многосторонней основе в таких учреждениях, как: Организация Объединённых Наций (ООН) и Организация Североатлантического договора (НАТО). 
Нидерланды воевали на стороне США в Корейской войне и первой войны в Персидском заливе и принимали активное участие в международных операциях по поддержанию мира в бывшей Югославии, Афганистане, Ираке, а также в Мали. В 1999 году Нидерланды играли ведущую роль в воздушной кампании в Косово и Боснии. В 2011 году Нидерланды также поддержали участие НАТО в Ливийской гражданской войне, принимают участие в борьбе с пиратством возле берегов Сомали. 
Нидерланды участвуют в американской инициативе «умной обороны», в том числе в области противоракетной обороны. Нидерланды поддерживают усилия США по борьбе с терроризмом, является участником всех 12 конвенций ООН по борьбе с этим явлением, а также тесно сотрудничает с Соединенными Штатами и другими странами в международных программах по борьбе с незаконным оборотом наркотиков и организованной преступностью.

## Торговля
Соединенные Штаты и Нидерланды объединяет приверженность к либеральной экономике и свободной торговле. Нидерланды являются членом ЕС и сотрудничают с Соединенными Штатами в рамках Всемирной торговой организации (ВТО) и Организации экономического сотрудничества и развития (ОЭСР) для продвижения общей цели создания более открытой, рыночной экономики в мире. Соединенные Штаты придают большое значение сильным экономическим и торговым связям с Нидерландами. Нидерланды являются важным рынком экспорта для США и инвестиционным партнером. Нидерланды — третий крупнейший инвестор в экономику США, создали в этой стране порядка 700000 рабочих мест, а также является восьмым по величине импортером американских товаров. Нидерланды участвуют в программе безвизового въезда, который позволяет гражданам стран-участниц прибыть в США без получения визы для деловых и туристических поездок при проживании 90 дней или менее.